# Алан Чемберлен
А́лан Че́мберлен (англ. Alan Chamberlain; 1 січня 1943 — вересень 2021) — англійський професіональний рефері зі снукеру та англійського більярду. Мешкав у Вігані, Англія.

## Кар'єра
Почав свою кар'єру судді в середині 1960-х, проте отримав професійний статус лише в 1981 році. Першим матчем професійного турніру, на якому працював Чемберлен, стала гра між Стівом Даггеном і Бобом Гаррісом у 1983 році на Lada Classic, а першим телевізійним матчем — гра між Марком Вайлдменом і Кліффом Торбурном на Гран-прі 1983. Алан Чемберлен судив безліч відомих матчів, серед яких фінали чемпіонату світу зі снукеру 1997, Мастерс 1998, Charity Challenge 1997 та Мастерс 2000. Протягом багатьох років Алан був одним з провідних рефері у снукері, проте в 2010 році, після чемпіонату світу він оголосив про часткове завершення своєї кар'єри. Причиною цього рішення, за словами Чемберлена, стала вкрай маленька зарплата. Таким чином, після 29 років професійного суддівства Алан Чемберлен припинив свою співпрацю з WPBSA як офіційного рефері і тепер буде обслуговувати турніри іншого типу (Championship League).
У 2010 році Чемберлен введений до складу директорів WPBSA, де в його сферу діяльності будуть входити правила і положення снукеру.